# NGC 6643
NGC 6643 је спирална галаксија у сазвежђу Змај која се налази на NGC листи објеката дубоког неба.
Деклинација објекта је + 74° 34' 6" а ректасцензија 18h 19m 45,6s. Привидна величина (магнитуда) објекта NGC 6643 износи 11,0 а фотографска магнитуда 11,7. Налази се на удаљености од 22,887 милиона парсека од Сунца. NGC 6643 је још познат и под ознакама UGC 11218, MCG 12-17-21, CGCG 340-43, KARA 850, IRAS 18212+7432, PGC 61742.